# Плумбикон
Плумбикон је врста анализаторске цеви која је једно време била најшире заступљена у коришћењу за професионалне телевизијске камере у боји.